# Dona nobis pacem (Vaughan Williams)
Dona nobis pacem (Danos la paz, en latín), es una cantata del compositor británico Ralph Vaughan Williams compuesta en 1936 para conmemorar el centenario de la Sociedad Coral de Huddersfield y estrenada el 2 de octubre del mismo año. Es una de sus obras corales más importantes.
Con esta obra, el compositor realizaba un alegato a favor de la paz tras las recientes guerras y su preocupación por el desencadenamiento de una nueva. El texto procede de la Biblia, de partes de la misa, de tres poemas de Walt Whitman y un discurso de Johan Bright pronunciado en 1865 con motivo de la Guerra de Crimea. La frase  Dona nobis pacem se encuentra presente a lo largo de toda la pieza.
La composición fue escrita en 1936, a excepción de su fragmento más famoso, Dirge por Two Veterans, sobre el poema de Whitman del mismo nombre y que procede de 1914.
La pieza está escrita para soprano y barítono, coro y orquesta sinfónica con importantes efectivos. Presenta analogías con el Réquiem de  Verdi. Así, la caída de un semitono en la palabra Dona, las fanfarrias del metal o los golpes del bombo en la tercera parte. Anticipa el Réquiem de Guerra de  Benjamin Britten, compuesto veinticinco años después.
La obra fue popular en el ámbito anglosajón en los años inmediatamente posteriores a su composición, con el clima bélico. Posteriormente, fue menos interpretada.
Una interpretación convencional dura cuarenta minutos.

## Estructura
La obra se divide en seis movimientos
I. Agnus Dei. Procedente de la liturgia de la misa, la soprano introduce el tema, que pasa a la orquesta y al coro.
II. Beat! Beat! Drums!. El texto procede del poema de Whitman Drum Taps, escrito tras prestar sus servicios como enfermero en la guerra civil americana y plasmado en la música con fieras articulaciones.
III. Reconciliation. Con texto tomado de un segundo poema de Whitman, la música, como una canción de cuna, ofrece una promesa a los enemigos muertos, un hombre divino como yo..., que va a limpiar los terribles hechos de la guerra. El barítono introduce la primera mitad del poema, con los ecos del coro, continuando con la segunda mitad, a la que sigue una variación de la primera a cargo del coro. La soprano repite al final una variación del Dona nobis pacem del primer número.
IV. Dirge for Two Veterans. Emplea el poema de Whitman del mismo nombre, en el que una madre, iluminada por la luna, vela por su hijo y su marido, fallecidos en la guerra, como símbolo de las pérdidas sufridas en todas las familias. Con ritmo de marcha, los metales y el coro alcanzan aquí el clímax de la composición.
V. The Angel of Death has been abroad. Con esta frase se inicia el discurso de Bright, encomendada al barítono, continuando con textos del Libro de Jeremías. La soprano y el coro reiteran el Dona nobis pacem del final del primer número.
VI. O man greatly beloved. El texto contiene diversas citas bíblicas referentes a la paz, culminando con el texto del Gloria de la misa, alcanzado el clímax en el Gloria a Dios y recalcando el y en la tierra paz a los hombres de buena voluntad. La repetición del motivo del Dona nobis pacem en la soprano queda en el ambiente como advertencia.

## Discografía
Apenas grabada, la obra ha ido ganando registros discográficos en los últimos años.
- Sir Adrian Boult, Coro y Orquesta Filarmónica de Londres, Sheila Armstrong (soprano), John Carol Case (barítono), 1974 (EMI).
- Bryden Thomson, Coro y Orquesta Filarmónica de Londres, Edith Wiens (soprano), Brian Rayner Cook (barítono), 1992 (Chandos).
- Richard Hickox, Coro y Orquesta Sinfónica de Londres, Coro de la Catedral de San Pablo de Londres, 1993 (EMI).
- Sydney Campbell, Orquesta Sinfónica de la BBC, Coro de la Catedral de Canterbury, 2010.
- David Hill, Orquesta Sinfónica de Bournemouth, The Bach Choir, 2010 (Naxos).
- Robert Spano, Coro y Orquesta Sinfónica de Atlanta, Jessica Riviera (soprano), Brett Polegato (barítono), 2014 (Aso Media).